# George Edwards (Flugzeugingenieur)

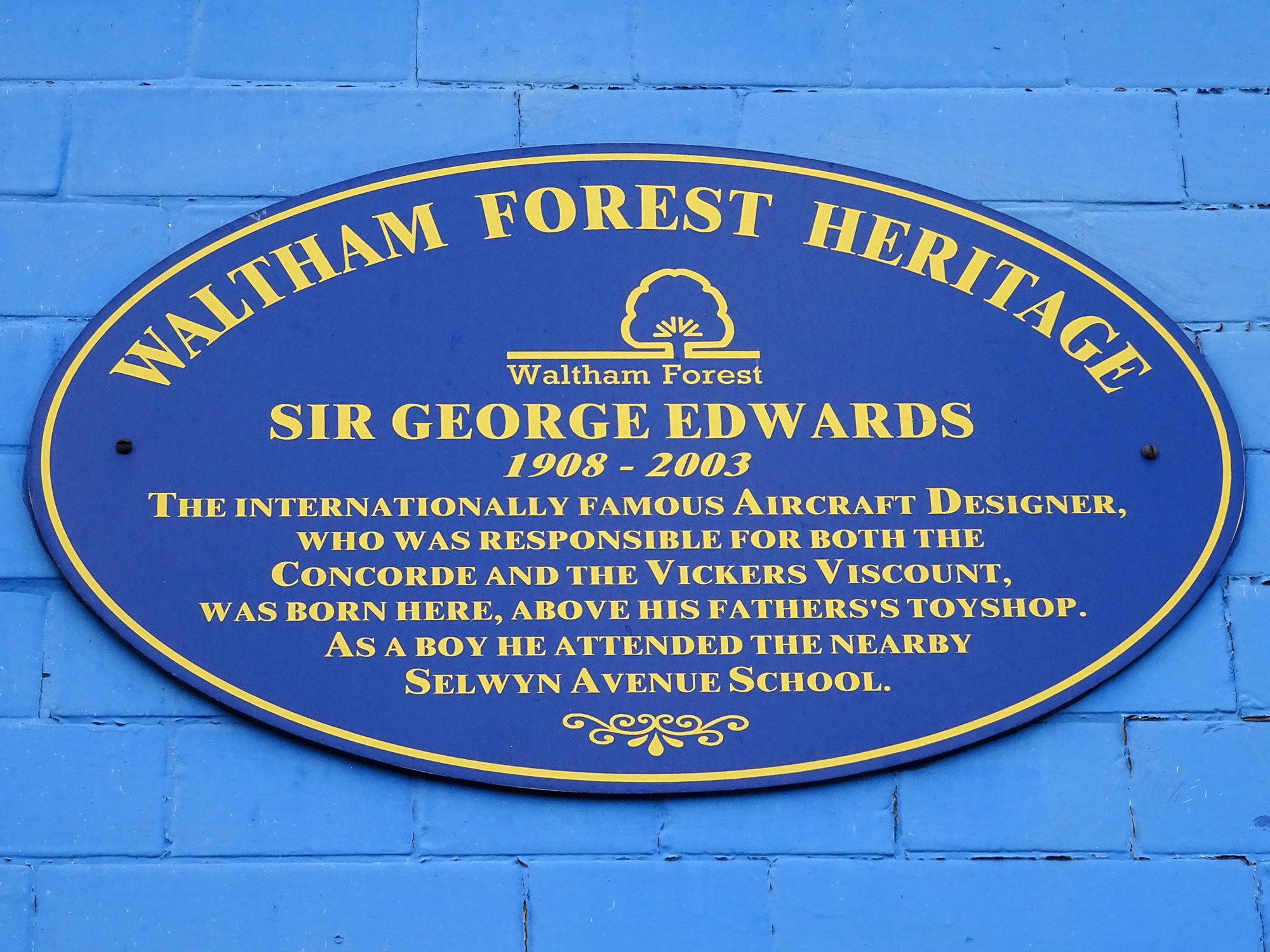
Gedenktafel für George Edwards (Waltham Forest)

George Robert Freeman Edwards (* 9. Juli 1908 in Highams Park, London; † 2. März 2003 in Guildford, Surrey) war ein britischer Luftfahrtingenieur und Manager.
Edwards besuchte die Walthamstow Technical Institute Engineering and Trade School (später Teil der University of East London) und an der University of London (South West Essex Technical School) mit dem Bachelor-Abschluss. Danach war er in der Schwerindustrie in Nordost-England und auf einer Werft. Ab 1935 war er bei der Flugzeugfirma Vickers zunächst als Zeichner bei dem Chefdesigner Rex Pierson, ab 1940 als Experimental Department Manager und von 1948 bis 1953 als Chefdesigner. Sein Team entwarf die Vickers Viking, die Vickers Valiant, Vickers Viscount, Vickers Valetta, Vickers Varsity. Er wurde 1953 Managing Director von Vickers und bei der Fusion zur British Aircraft Corporation (BAC)  1960 war er zunächst Managing Director und ab 1963 Chairman. Er leitete das britische Team für die Entwicklung der Concorde. 1975 ging er als Chairman bei BAC in den Ruhestand.
1957/58 war er Präsident der Royal Aeronautical Society. Von 1964 bis 1979 war er Pro-Chancellor Emeritus der Surrey University.
1957 wurde er geadelt und erhielt zwei Goldmedaillen der Royal Aeronautical Society. 1959 erhielt er die Daniel Guggenheim Medal und 1969 die Air League Founders Medal. 1968 wurde er Fellow der Royal Society, deren Royal Medal er 1974 erhielt. Er war Fellow der Royal Academy of Engineering, war Mitglied des Orders of Merit und CBE (1952). 1989 wurde er in die International Aerospace Hall of Fame aufgenommen. Er war Fellow der Royal Academy of Engineering. 1971 erhielt er die Albert Medal der Royal Society of Arts.
Sein Hobby war Cricket und er war von 1979 bis 1989 Präsident des Surrey County Cricket Club.